# Уныние

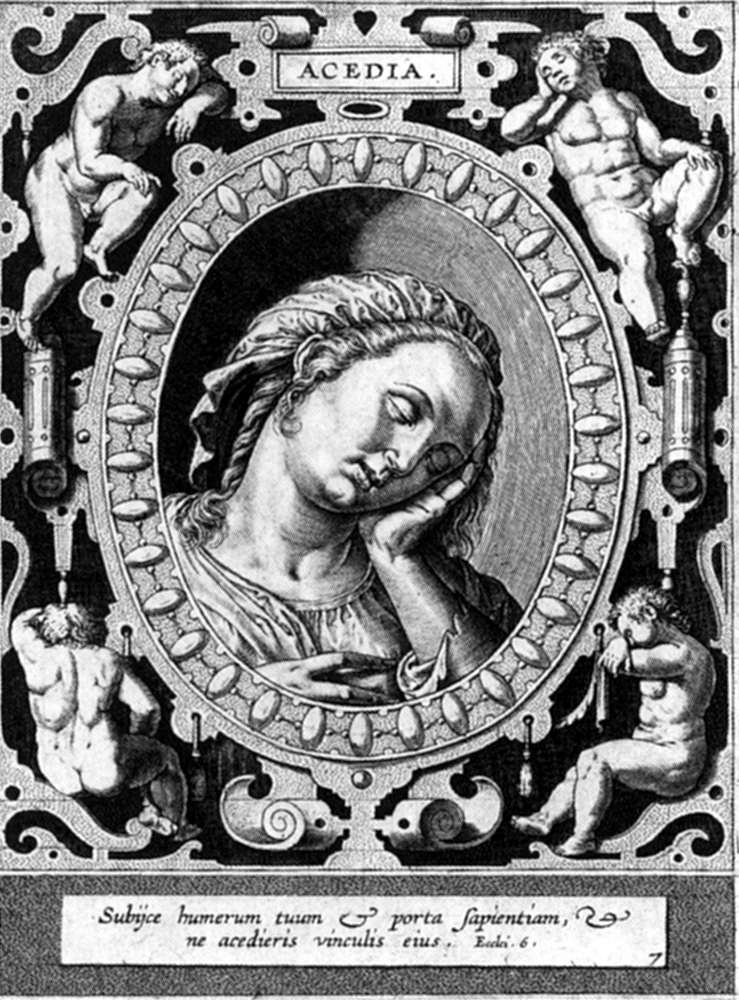
Гравюра Иеронима Вирикса. Уныние (XVI век)

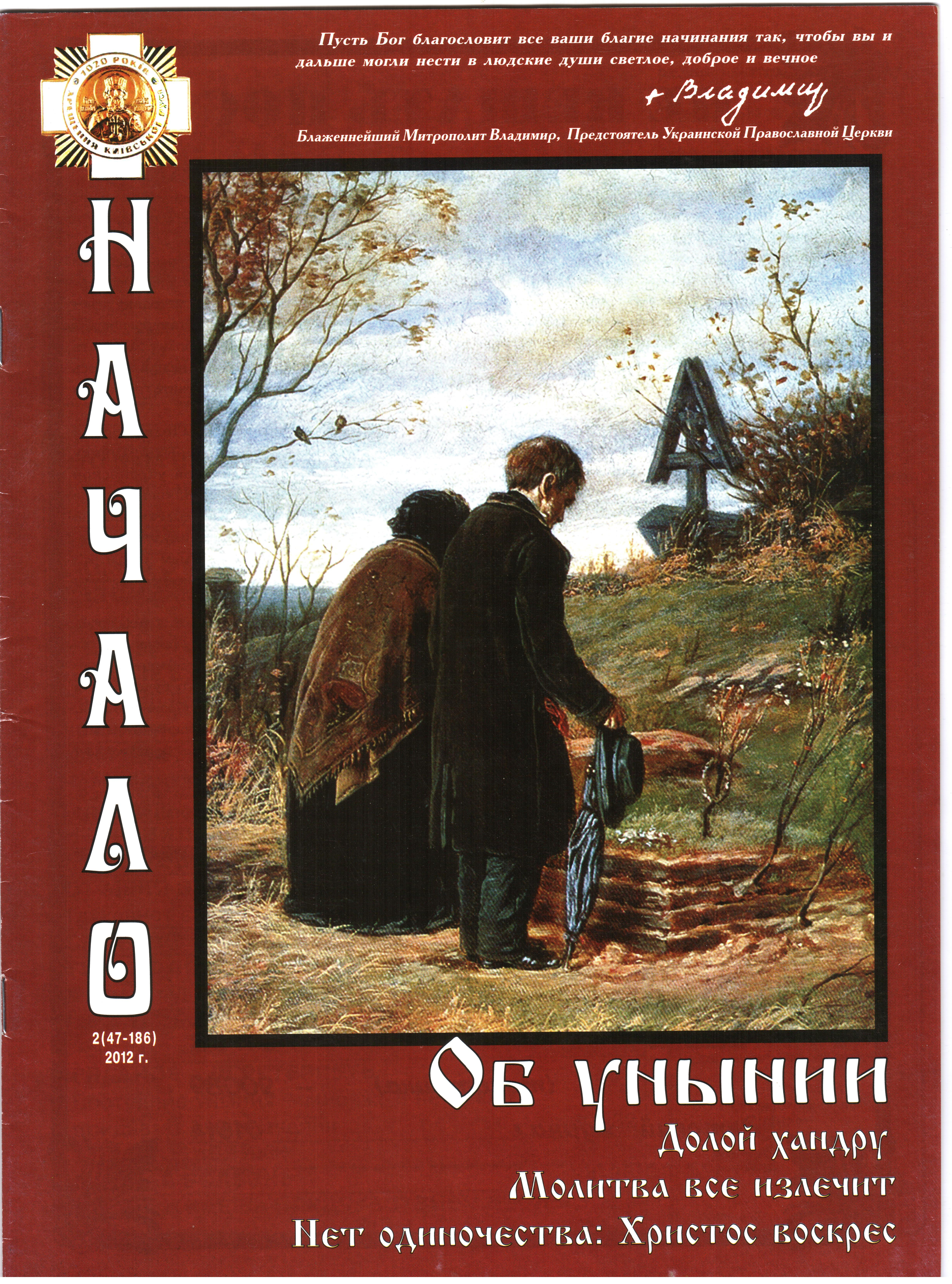
Журнал, посвящённый унынию. На обложке картина Перова

Уны́ние (др.-греч. ἀκηδία — беззаботность, беспечность, др.-греч. περιεργία — (1) ненужный труд, излишние хлопоты, суетливость, (2) любопытство, лат. acedia) — состояние апатии и подавленности, настроение, при котором человек не заинтересован своим положением и происходящим вокруг, может быть не в состоянии исполнять свои жизненные обязанности, безнадёжная печаль, гнетущая скука и тоска. Сопровождается общим упадком сил. Сильное уныние характерно для депрессии, однако не равноценно ей.

## В религии

### В христианстве
В христианстве уныние — один из восьми главных грехов, впоследствии в римо-католической традиции один из семи смертных грехов.
По словам Иоанна Лествичника, «уныние есть расслабление души, изнеможение ума, пренебрежение иноческого подвига, ненависть к обету, ублажатель мирских, оболгатель Бога, будто Он немилосерд и нечеловеколюбив» (Лествица 13:2).

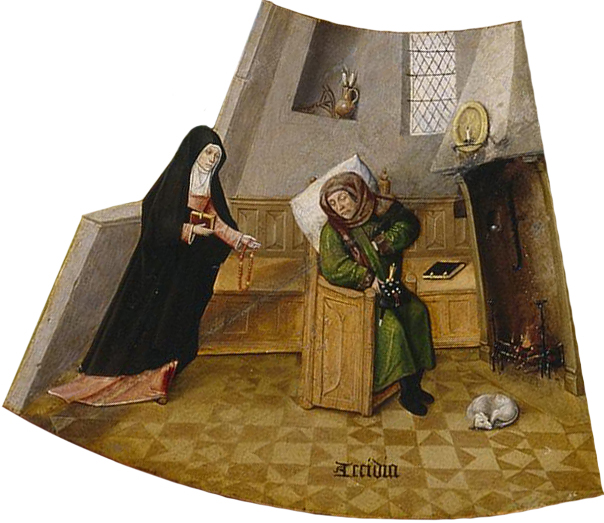
Уныние (фрагмент «Семь смертных грехов и Четыре последние вещи» И. Босха)